# FIRST Championship
FIRST Championship é um evento anual de robótica que acontece em quatro dias no mês de abril, no qual as equipes da FIRST competem. O Championship é composto por quatro competições: FIRST Robotics Competition Championship, o FIRST Tech Challenge World Championship, o FIRST LEGO League World Festival, e o FIRST LEGO League Junior World Expo. O estilo de apresentação e as competições internas, são inspirados em eventos esportivos de grande palco em território norte-americano, como o Super Bowl.
Por diversos anos, o evento ocorria em Atlanta, Geórgia, contudo mudou-se para outros locais, ao decorrer do tempo. Em 2011, mudou-se para St. Louis, Missouri. Depois de Missouri, no ano de 2017, o Championship foi dividido em dois eventos (St. Louis e Houston). Entre 2018 e 2019, além de Houston, o Championship aconteceu em Detroit, Michigan, a substituir a cidade de St. Louis.
FIRST Robotics Competition é um programa de seis semanas no qual alunos do ensino médio constroem robôs cujos pesos são aproximadamente 125 libras (54 kg) e que precisam competir em um jogo que muda a cada ano; os alunos recebem conjuntos de peças para usar, mas também podem usar peças prontas ou personalizadas. FIRST Tech Challenge é um programa de competição de nível médio para alunos do ensino fundamental e médio com um kit de robótica mais acessível. FIRST LEGO League é um programa de competição para alunos do ensino fundamental e médio usando kits de robótica LEGO Mindstorms. As equipes de cada programa competem em torneios em nível estadual e regional. As equipes vencedoras de cada um desses torneios se juntam à competição global no FIRST Championship.
O FIRST Championship foi formalmente realizado em conjunto com a FIRST Robotics Conference, que abrange uma ampla variedade de tópicos nas áreas de ciência, tecnologia, engenharia e robótica.
Em 2015, com o objetivo de expandir, foi anunciado que o FIRST Championship seria dividido em várias sedes. Em 2017, o campeonato foi dividido em dois: um ocorrendo em Houston e outro uma semana depois em St. Louis. O segundo evento transferiu-se para Detroit apenas em 2018 e 2019. Em 2020, a FIRST decidiu mudar as cerimônias de encerramento de todos os programas para Houston e Detroit, de forma definitiva.
A temporada de 2020 das categorias da FIRST acabaram suspensas em 12 de março de 2020, a resultar no cancelamento dos eventos em Houston e Detroit, devido a interferência da pandemia de COVID-19. O FIRST LEGO League World Championship aconteceu como uma competição virtual nos dias 18 e 19 de abril de 2020, organizado pela FLL Share and Learn.
Os FIRST Championships de 2021 em Houston e Detroit por conta da pandemia de COVID-19. Nesse ano, os eventos foram substituídos pela cerimônia virtual chamada FIRST Global Innovation Awards, o qual occoreu nos dias de 28 a 30 de junho.
Apesar de anunciar originalmente as datas para Detroit e Houston para 2022, o FIRST Championship desse mesmo ano, aconteceu apenas na cidade texana.Após a conclusão da temporada de 2022, a FIRST anunciou que o evento aconteceria em um único local (em Houston, Texas) para as edições de 2023 e 2024.

## História e cidades-sede
O ano de 1992 foi quando ocorreu a primeira edição do FIRST Robotics Competition. Pouco mais de 20 equipes competiram em um evento, realizado numa escola de ensino médio em Manchester, Nova Hampshire. Em 1995, a categoria FRC cresceu tanto que alternou-se para um sistema de qualificação regional, a nascer a primeira edição do Championship. De 1995 a 2002, o maior campeonato da FIRST foi realizado em Orlando.  Houston foi o local escolhido para 2003.  Atlanta serviu como cidade-sede de 2004 a 2010. Em 2005, o contrato com Atlanta foi prorrogado até 2007 com opções para 2008 e 2009. Em 2009, St. Louis foi selecionada, entre três finalistas, para servir como cidade-sede de 2011 a 2013. Em 2012, o mandato em St. Louis foi prorrogado até 2014. Em 2013, o mandato em St. Louis foi mais uma vez estendido por mais três anos até 2017.
Os FIRST Championships de 2017 a 2019 consistiram em dois eventos, localizados em duas cidades diferentes em fins de semana consecutivos. Os campeonatos de 2017 foram realizados em St. Louis, centrados no Edward Jones Dome, além de Houston, Texas, no George R. Brown Convention Center, Toyota Center e Minute Maid Park. O ano de 2017 marcou a última hospedagem do evento em St. Louis em um futuro previsível, encerrando seus sete anos hospedando o evento, bem como o retorno do Championship a Houston, após os acontecimentos de 2003. Em 2018 e 2019, Houston continuou a sediar o evento com Detroit, o qual substituiu a cidade de St. Louis.

## FIRST Robotics Competition Championship
O FIRST Robotics Competition Championship (chamado de "mundial" da FIRST Robotics Competition) é o último e maior evento da temporada. Os vencedores de cada competição regional, bem como as melhores equipes de cada distrito, avançam para o FIRST Championship. Eles são colocados em uma das 8 subdivisões para competir. A aliança vencedora de cada subdivisão (um conjunto de 4 times) segue para disputar a Quadra Einstein (Einstein Field, traduzido do inglês. O nome da quadra é uma referência ao físico téorico alemão Albert Einstein). A aliança vencedora na Quadra Einstein é a campeã da temporada.
O FIRST Robotics Competition Championship foi inicialmente dividido em 4 subdivisões:
- Newton (em referência ao astrônomo, matemático e físico inglês Isaac Newton);
- Galileo (em referência ao astrônomo, físico e engenheiro florentino Galileu Galilei);
- Archimedes (em referência ao astrônomo, matemático e físico grego Arquimedes);
- Curie (em referência à química e física polaca-francesa Marie Curie).

Em 2015, as 4 subdivisões foram divididas em 8 subdivisões (sem incluir a Quadra Einstein) e expandindo a nomenclatura para homenagear mais cientistas inovadores:
- Newton;
- Galileo;
- Archimedes;
- Curie;
- Tesla (em referência ao inventor sérvio-americano Nikola Tesla);
- Hopper (em referência à cientista da computação americana Grace Hopper);
- Carver (em referência ao botânico e agrônomo americano George Washington Carver);
- Carson (em referência à bióloga e ecologista americana Rachel Carson).

Em 2017, primeiro ano da competição dividida, foram adicionadas mais quatro subdivisões,totalizando doze no geral (sem incluir a final da Quadra Einstein) e seis em cada cidade. Nessa temporada, as alianças vencedoras das subdivisões jogaram um torneio anterior para determinar o campeão de sua localização, que então jogou contra o campeão da outra cidade em julho no FIRST Festival of Champions em Nova Hampshire. Em 6 de fevereiro de 2018, a FIRST anunciou que o Festival dos Campeões não aconteceria a partir da temporada de 2018. Por isso, os vencedores de ambos os campeonatos (Houston e Detroit), nos anos de 2017, 2018 e 2019, eram considerados campeões mundiais.
Houston:
- Carver;
- Galileo;
- Hopper;
- Newton;
- Roebling (em referência à engenheira civil americana Emily Warren Roebling);
- Turing (em referência ao matemático e cientista da computação britânico Alan Turing).

St. Louis/Detroit:
- Archimedes;
- Carson;
- Curie;
- Daly (em referência à bioquímica afro-americana Marie Maynard Daly);
- Darwin (em refêrencia ao biólogo e naturalista britânico Charles Darwin);
- Tesla.

Na temporada de 2022, por conta do Championship apenas ocorrer em uma cidade (Houston),as subdivisões de Detroit (Archimedes, Carson, Curie, Daly, Darwin e Tesla) foram removidas provavelmente para adaptar a competição no formato de apenas um torneio.
Em 2023, as subdivisões de Archimedes, Curie e Daly (os quais estavam nas competições de St. Louis e Detroit) voltaram no FIRST Championship; e os campos de Carver, Roebling e Turing foram descartados. Além dessas modificações, duas novas quadras foram adicionadas: Johnson e Milstein. Dessa forma, totalizou-se oito subdivisões na competição.
- Archimedes;
- Curie;
- Daly;
- Galileo;
- Hopper;
- Johnson;[nota 1]
- Milstein;[nota 2]
- Newton.

Existem muitos prêmios que são apresentados às equipes FRC no Championship. Esses prêmios incluem o Engineering Inspiration Award, o Industrial Design Award, o Gracious Professionalism Award, o Entrepreneurship Award, o Industrial Safety Award, o Rookie All-Star Award, o Rookie Inspiration Award, o Woodie Flowers Award e o Dean's List Award. O prêmio de maior prestígio é o Impact Award (chamado anteriormente de Chairman's Award), que reconhece a equipe que melhor representa um modelo para outras equipes imitarem dentro e fora da competição.Os vencedores do Impact Award na Quadra Einstein entram para o FIRST Hall of Fame.

## FIRST Tech Challenge World Championship
Antes de 2014, após todas as equipes da FTC terem competido em campeonatos estaduais/regionais, as equipes vencedoras avançam para o campeonato mundial de FTC. As equipes vencedoras do Inspire Award e as capitães da Winning Alliance (Aliança Vencedora) nos torneios regionais são automaticamente elegíveis para o campeonato mundial. Se ainda houver vagas disponíveis, equipes adicionais poderão ser sorteadas.
A partir de 2014, as equipes disputam torneios qualificatórios para se classificarem para o campeonato estadual/regional. Nesse campeonato, as equipes disputam uma vaga em uma das 4 super-regionais. Dependendo da presença/número de times em cada estado, determina o número de times que passam para uma super-regional. As equipes então avançam de sua super-regional para o Championship. A partir da temporada 2018-2019, as super-regionais serão abolidas e as equipes de modalidade FTC avançarão para o mundial diretamente de seu campeonato estadual/regional.
A cada campeonato, são entregues prêmios para reconhecer as equipes por seu desempenho na competição, o design de seus robôs e seus esforços para divulgar a mensagem do FIRST. Esses prêmios incluem o finalista e vencedor do campeonato mundial; o Design Award, o Connect Award, o Innovate Award, o Motivate Award, o Think Award e o Judges' Award. Os prêmios mais notáveis são o World Championship Inspire Award e o prêmio dado à aliança vencedora.
A FTC possui quatro subdivisões nas quais as equipes são divididas aleatoriamente.
Houston:
- Franklin;
- Jemison.

Detroit:
- Edison;
- Ochoa.

Até o final da temporada de 2016, as alianças vencedoras de Franklin e Edison passaram a competir nas finais na Quadra DaVinci. Em 2017, as equipes da FTC se juntaram às equipes da FRC para jogar suas partidas finais na Quadra Einstein. Em 2022, o campeonato mundial de FTC foi realizado apenas em Houston.

## FLL World Festival
As principais competições no programa da FLL são FLL Open Championships e FLL World Festival. Os Open Championships são administrados por FLL Partners com o objetivo de trazer equipes de diferentes regiões para concluir e mostrar suas conquistas. Atualmente, existem dois eventos desse tipo: o FLL Open European Championship e o FLL US Open Championship. O FLL Open Asian Championship foi realizado em 2008 em Tóquio, Japão. No entanto, não voltou em 2009.
O FLL World Festival é organizado e administrado pela FIRST. As equipes geralmente são a equipe do Prêmio do Campeão em nível estadual ou nacional com alguns outros critérios, incluindo indicação especial dos Parceiros Operacionais da FLL (FLL Operational Partners) globalmente. Em 2009, foram 84 times de 27 países que aderiram ao festival com o tema Climate Connections . As categorias do prêmio incluem: Innovative Design Award, Quality Design Award, Programming Award, Research Quality Award, Innovative Solution Award, Creative Presentation Award, Teamwork Award, Team Spirit Awards, Against All Odds Awards, Outstanding Volunteer Awards, Adult Coach/Mentor Awards, Young Adult Mentor Awards, e o Judges' Awards. Os prêmios mais notáveis são o Champion's Award (robô campeão) e o Robot Performance Award (por performance).